# Fosszília

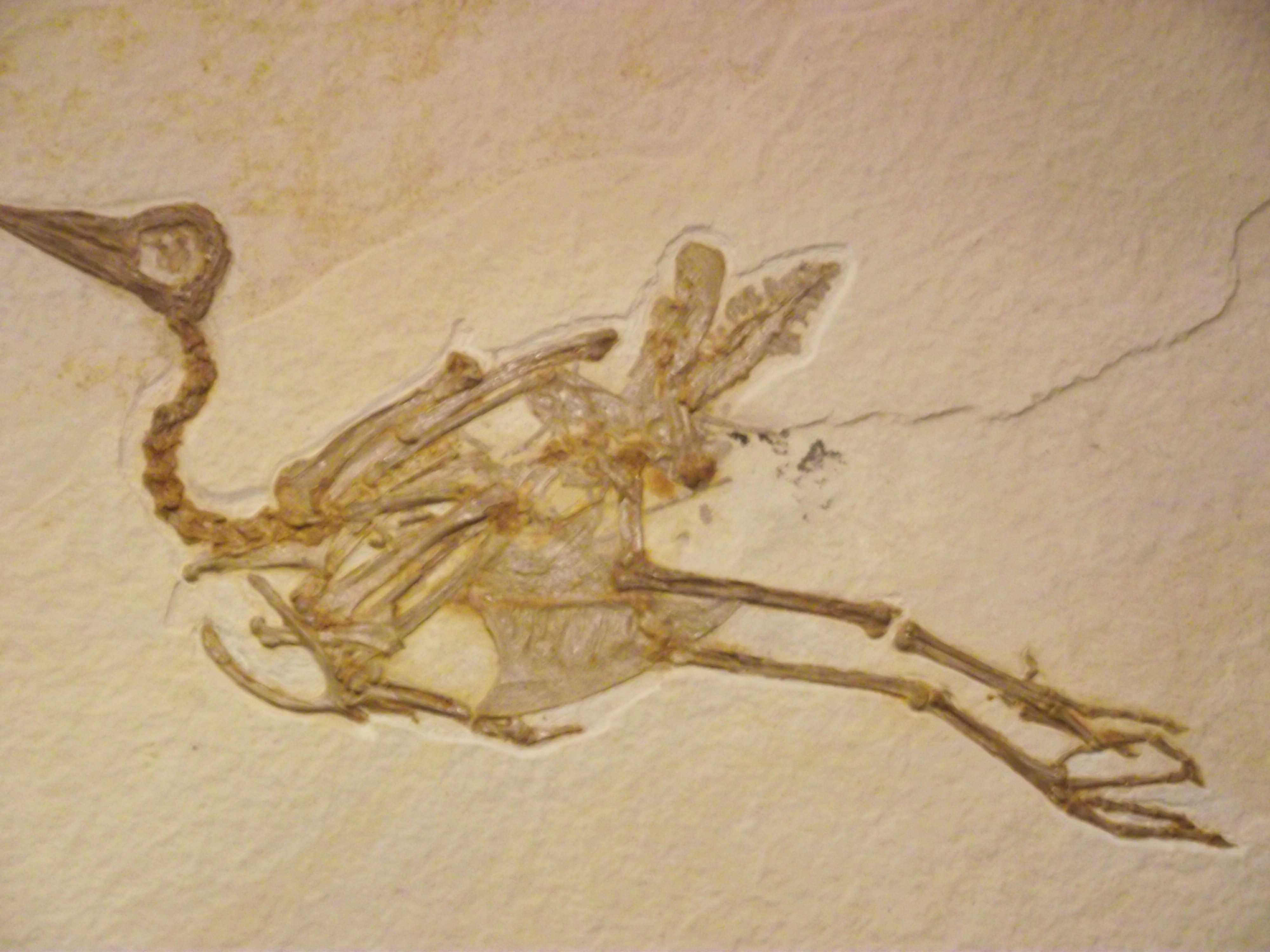
Madár fosszília

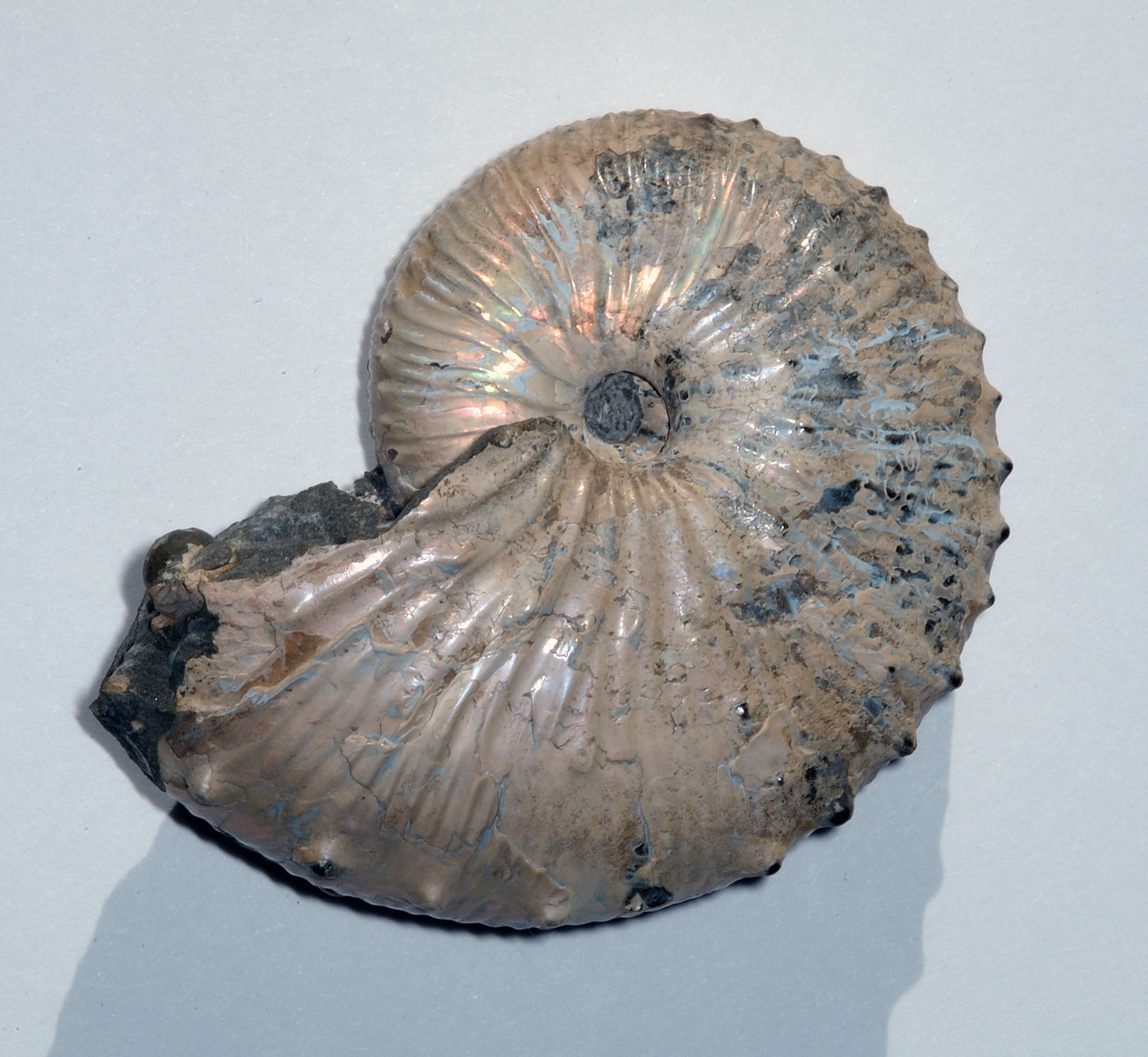
Egy kréta időszaki ammonitesz fosszíliája, amely az amerikai Dél-Dakota államból került elő

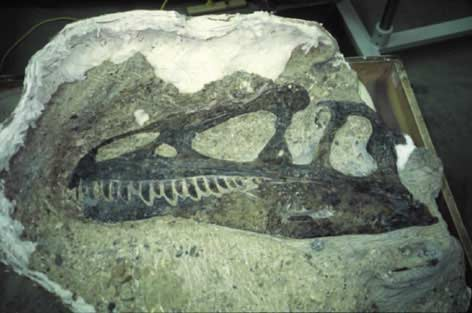
Egy Allosaurus fosszilizált koponyája

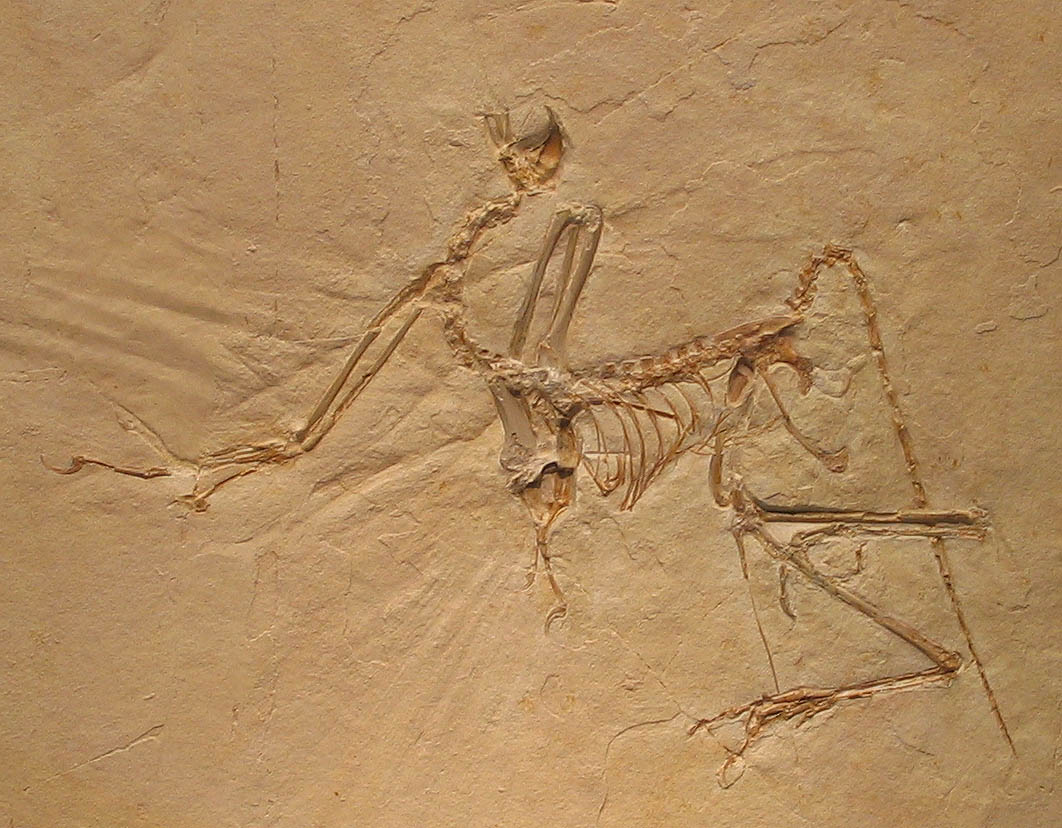
Egy Archaeopteryx bavarica testfosszíliája a müncheni Őslénytani Múzeumban

A fosszíliák (a latin fossus, 'kiásott' szóból) vagy más néven ősmaradványok, ősleletek, az állatok, növények vagy más élő szervezetek megkövesedett vagy egyéb módon megőrződött maradványai, illetve lenyomatai (például lábnyomai, lásd: nyomfosszília). A valaha képződött fosszíliák összességét fosszilis rekordnak (vagy fosszilis dokumentációnak) nevezik. A fosszíliákat az őslénytan tanulmányozza.
A fosszíliák rendszerint részben vagy egészben tartalmazzák magát a szervezetet, de léteznek olyan fosszíliák is, amelyekben csak az élőlény létének jelei, például egy dinoszaurusz vagy egy hüllő lábnyomai vagy ürüléke találhatók. Az előbbieket test-, az utóbbiakat pedig nyomfosszíliáknak (vagy ichnofosszíliáknak) nevezik. Kémiai jelek formájában az élet egyéb, nem látható nyomai is hátramaradhatnak, ezeket kémiai fosszíliáknak vagy biomarkereknek nevezik.
A legkitűnőbb állapotú fosszíliák lelőhelyeit a németből (de:Fossillagerstätte) Lagerststätte-nek, lerakódási helynek is nevezik. Ezek a képződmények a tetem oxigén- és baktériumszegény közegbe kerülésével jönnek létre, amely lelassítja a bomlási folyamatot. A lagerstättenek a kambrium időszak óta keletkeznek. Ismert lelőhelyek például a kambrium időszaki Maotianshan- és Burgess-palák, a devon időszaki Hunsrück-pala, a jura időszaki Solnhofen-mészkő és a karbon időszaki Mazon Creek.
A legrégibb strukturált fosszíliák közé tartoznak a sztromatolitok (ősalgák) fosszíliái, amelyek a nyálkaszerű cianobaktérium tenyészetekbe került ásványok miatt alakultak ki, és amelyek közül a legkorábbiak 3,5 milliárd évesek. Az ezeknél régebbi 3,8 milliárd éves keményszén-rétegek a földi élet ma ismert legkorábbi jeleit őrzik.

## A fosszilis rekord értelmezésének fejlődése
A fosszilis rekord a legkorábbi adatforrás az evolúcióval és a földi élet fejlődéstörténetével kapcsolatban. Az őslénykutatók a fosszilis rekord vizsgálatával ismerik meg az evolúció működését és az egyes fajok fejlődési útját.
A történelem során különböző magyarázatok születtek arra vonatkozóan, hogy mik a fosszíliák és hogyan kerültek a megtalálási helyükre. Némelyik magyarázat a népmesék és mitológiák világához kötődik. Kínában az egykori emlősök, köztük a Homo erectus fosszilizált csontjait „sárkánycsontoknak” tartották és gyógyszerként vagy afrodiziákumként használták. Nyugaton a hegyvidékeken talált tengeri élőlények fosszíliáit a bibliai Özönvíz bizonyítékának tekintették. A reneszánsz során azonban több tudományos nézet is ismertté vált. Leonardo da Vinci így vitatta a bibliai magyarázatot:
„Ha az Özönvíz felhozta a kagylókat a tenger három- vagy négyezer méteres mélységéből, akkor azoknak számos más természetes képződménnyel kellene összekeveredniük, amelyeket velük együtt hozott fel; de az ugyanebből a mélységből származó osztrigák mind együtt vannak, ahogyan a rákfélék, a tintahalak és az összes többi kagyló, mely összegyűlt és elpusztult; és a kagylóhéjaknak is külön kellene lennie, ahogyan az nap mint nap látható a tengerpartokon.
Az osztrigák nagy családokban találhatók, némelyikük héja még össze is kapcsolódik, jelezve, hogy a tenger hagyta hátra őket és még éltek, miután a Gibraltári-szoros átszakadt. Parma és Piacenza hegyeiben számos kagyló és korall található, melyek mintha még mindig a sziklákhoz lennének tapadva…”
William Smith (1769-1839), angol csatornamérnök a szuperpozíció elve alapján vizsgálta meg a különböző korú, fosszíliacsoportokat tartalmazó sziklákat és megállapította, hogy a csoportok tagjai szabályos sorrendben helyezkednek el. Megfigyelte, hogy az egymástól távol elhelyezkedő sziklák a bennük levő fosszíliák alapján összefüggésben állnak egymással. Ezt a „faunális sorrendiség” elvének nevezte el.
Smith, aki időben megelőzte Charles Darwint, nem tudott a biológiai evolúcióról és így nem tudta azt sem, hogy mi a faunális sorrendiség oka. A biológiai evolúció megválaszolja ezt a kérdést: a különböző szervezetek fejlődnek, változnak és kihalnak, megőrződve a fosszíliákban. A faunális sorrendiség egyike a Darwin által idézett legfőbb bizonyítékoknak, amelyek a biológiai evolúciót támasztják alá.
Korábban a természettudósok jól ismerték azokat a hasonlóságokat és különbségeket, amelyek alapján Carl von Linné kidolgozta a napjainkban is használt hierarchikus rendszertanát. Darwin és kortársai voltak az elsők, akik az élő organizmusok fastruktúrájú rendszertani osztályozását kapcsolatba hozták a nagy mértékben elszórt fosszilis rekorddal. Darwin leírta a változó- vagy evolúciós öröklődési folyamatot, melynek során az élőlények alkalmazkodnak az őket körülvevő környezet változásaihoz vagy kipusztulnak.
Mikor Charles Darwin megírta A fajok eredete című könyvét, a legrégebbi állatfosszíliák kambrium időszakiak voltak, amelyekről mára kiderült, hogy 540 millió évesek. Darwin aggódott a korábbi fosszíliák hiánya miatt, úgy érezte, emiatt az elméleteit is tévesen ítélhetik meg, de remélte, hogy sikerül még korábbi fosszíliákat találni – őt idézve: „csak a világ egy kis része ismerhető meg pontosan”. Emellett azon elmélkedett, hogyan következhetett be a kambriumi rétegeknél az egyes csoportok (például a törzsek) hirtelen megjelenése.
Darwin kora óta sokkal régebbi, 3,5 milliárd éves fosszíliák is ismertté váltak. Ezek legtöbbje mikroszkopikus baktérium vagy mikrofosszília, de a késői proterozoikum idejéről is kerültek már elő makroszkopikus fosszíliák. Az 575 millió éves ediacarai bióta már sokféle ősi többsejtű eukariótát foglalt magába.
A fosszilis rekord és a faunális sorrendiség ismerete alkotta meg a biosztratigráfia tudományát, azaz az üledékes kőzetek kormeghatározását, az általuk tartalmazott fosszíliák alapján. A geológia első 150 évében a biosztratigráfia és a szuperpozíció elve (mely szerint a korábbi rétegek lejjebb helyezkednek el) voltak a kőzetek relatív korának meghatározásához használható egyedüli módszerek. A geológiai időskálát a kőzetrétegek relatív korának meghatározásával készítették el a korai őslénykutatók és sztratigráfusok.
A huszadik század eleje óta alkalmazzák az abszolút kormeghatározási módszereket, például a radiometrikus kormeghatározást (melybe beletartozik a kálium-argon kormeghatározás, az urán-ólom kormeghatározás és a radiokarbon kormeghatározás), amelyekkel számos fosszília relatív kora ellenőrizhető, amellett, hogy abszolút koruk is megállapítható. A radiometrikus kormeghatározás alapján a legkorábbi ismert fosszília 3,5 milliárd éves. Napjainkban a körülményektől függően többféle módszert is használnak, amelyek habár némileg eltérő eredményt adnak, nagyjából igazolják azt, hogy a Föld kora körülbelül 4,6 milliárd év.
A kambriumi kétoldalú embrionális mikrofosszíliák szinkrotron röntgentomográfiai technikával történő vizsgálata újabb betekintést enged a metazoák evolúciójának korai stádiumába. A tomográfia korábban nem látott módon, három dimenzióban jeleníti meg a fosszilizáció határait. A titokzatos kétoldalú fosszíliák, mint a féregszerű Markuelia és egy primitív protozómának vélt Pseudooides lehetővé teszik a csíralemez embrionális fejlődésének megfigyelését. Ezek az 543 millió éves embriók azt sejtetik, hogy az ízeltlábúak már a késői proterozoikumban kifejlődtek. A Kínából és Szibériából előkerült embriók gyors diagenetikus foszfátosodáson mentek keresztül, amely kitűnően megőrizte még a sejtszerkezetüket is. Ez a kutatás figyelemre méltó példája annak, hogyan segítik a fosszilis rekordból kinyerhető információk a földi élet fejlődésének megismerését.
A kutatások során kiderült például, hogy a Markuelia a farkosférgek (avagy elő-gyűrűsférgek) legközelebbi rokona és közel áll a fonálférgek és az ízeltlábúak fejlődési ágához is.
Habár gazdag ismeretanyag áll rendelkezésre a fosszíliákról, vannak, akik olyan tudománytalan nézeteket vallanak, amelyek a fosszilis rekorddal kapcsolatos korábbi elképzeléseken alapulnak.

## A fosszíliák ritkasága
A fosszilizáció ritkán fordul elő, mivel az élőlények legtöbb része nem sokkal a halál után bomlásnak indul. Ahhoz, hogy egy szervezet fosszilizálódjon, rövid időn belül le kell fagynia vagy ki kell száradnia, illetve üledékbe, gyantába vagy más, a test külvilágtól való elzárására alkalmas anyagba kell kerülnie (például egy tófenékre). A fosszíliáknak többféle fajtája létezik és a fosszilizációs folyamat többféle módon is végbemehet.

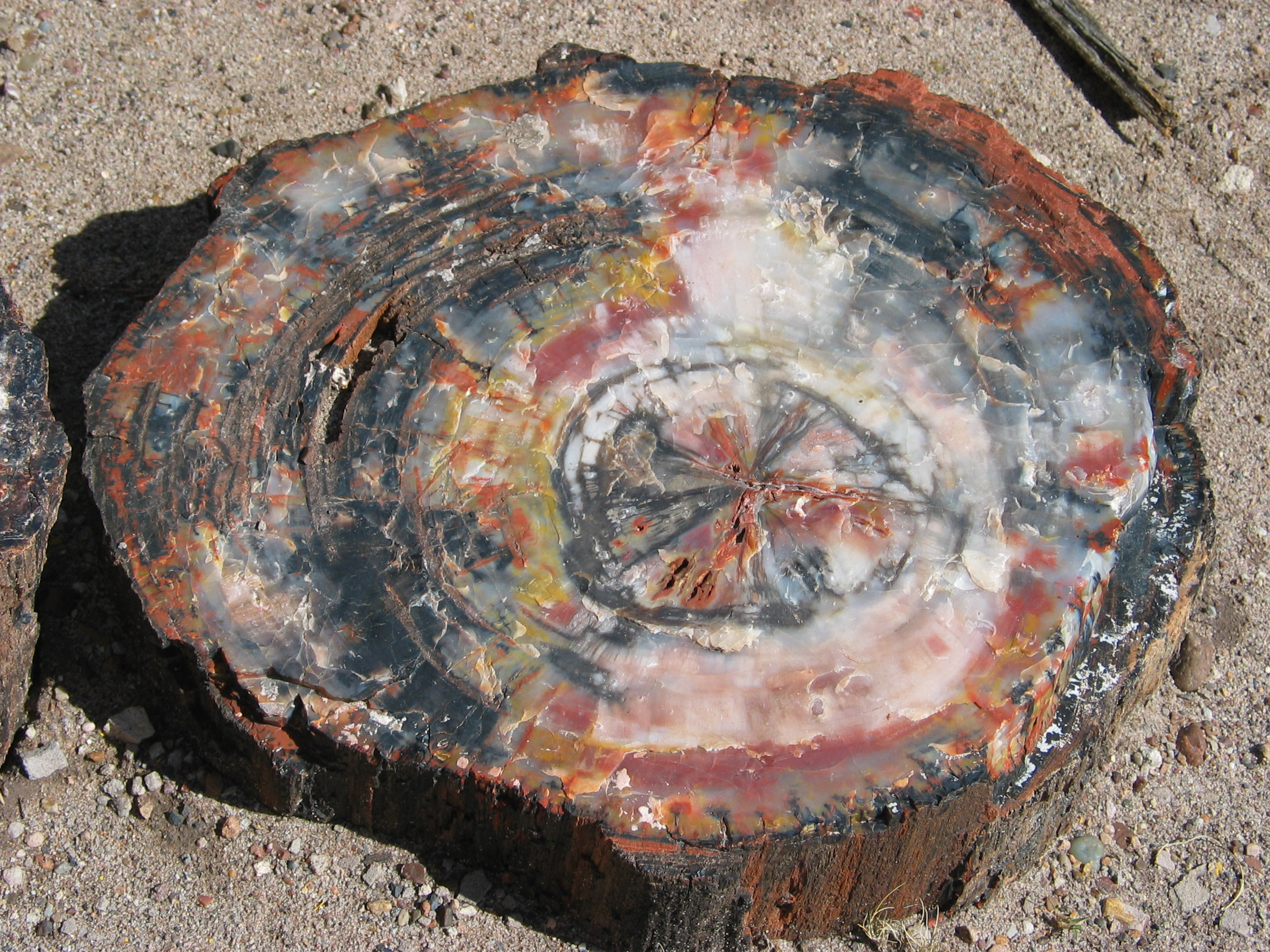
Megkövesedett fatörzs

A tafonómiai eljárások és a matematikai valószínűségszámítás eredményeként kijelenthető, hogy a fosszilizáció leginkább a kemény testrészekkel rendelkező, elterjedt és hosszú időn át fennmaradó élőlényeknél fordul elő. Tehát az apró, puhatestű, szűk életterű és rövid életű fajok fosszíliái ritkán kerülnek elő.
A nagyobb méretű fajok makrofosszíliái könnyebben felfedezhetők, felszínre hozhatók és megtekinthetők, de a mikroszkopikus maradványok (mikrofosszíliák) nagyobb számban fordulnak elő a fosszilis rekordban.
Némelyik hétköznapi felfedező meglepődik azon, hogy milyen ritkák az átmeneti fosszíliák. Erre Darwin szolgál magyarázattal, aki azt állítja, hogy „a végletekig tökéletlen geológiai rekord”, az átmeneti fajok szűk életterével és rövid létével párosulva valószínűtlenné teszi, hogy ezek a fosszíliák fellelhetők. Ha egy faj esetében teljesülnek azok a feltételek, amelyek mellett a fosszilizáció meglehetősen ritka, akkor nagyon valószínűtlen, hogy akár egyetlen példány is megőrződik. Niles Eldredge és Stephen J. Gould megalkotta a pontozott egyensúly elméletét, amely részben magyarázattal szolgál a fosszilis rekordban tapasztalható pangás és a hirtelen feltűnés okaira. Erről szól Richard Dawkins 2009-es könyvének két fejezete is.

## Megkövesedés

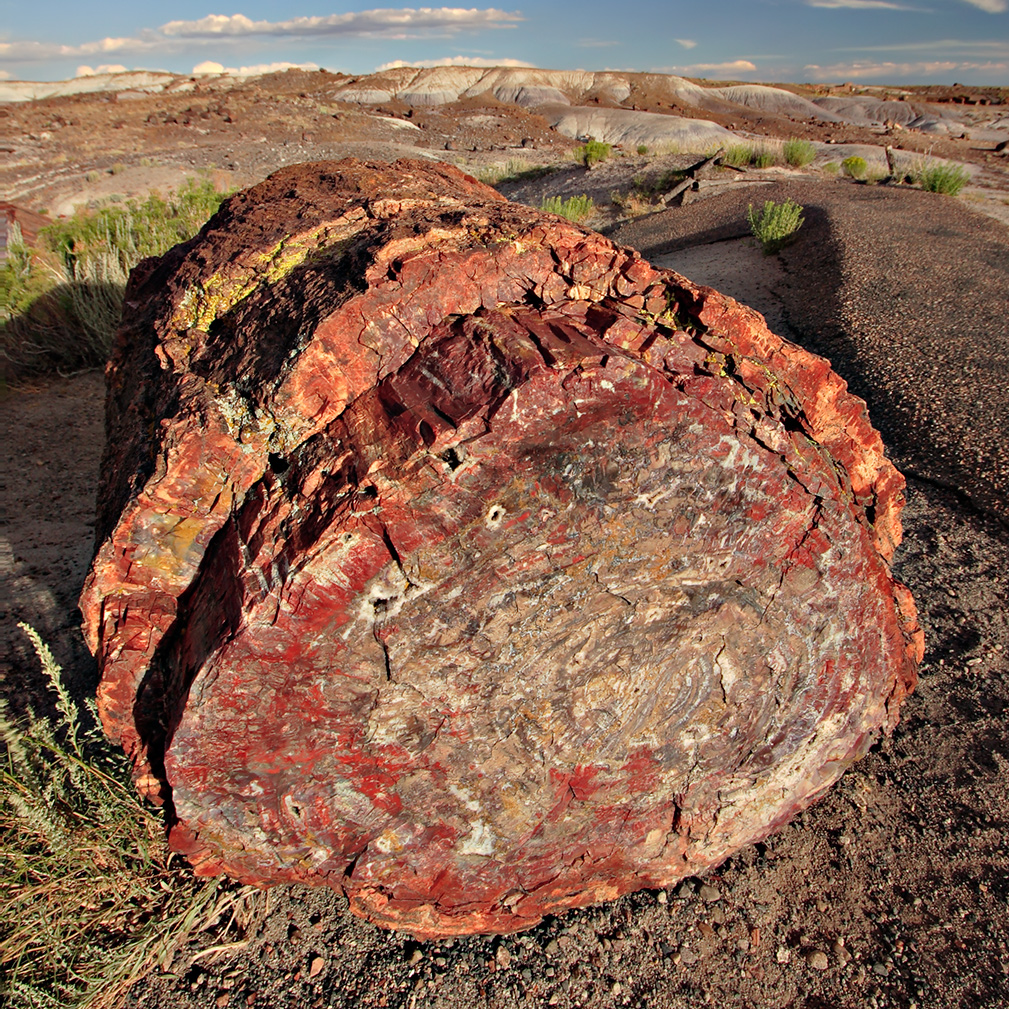
Egy megkövesedett fatörzs, melynek belső szerkezete és kérge a kövesedési folyamat során konzerválódott

A megkövesedés során a betemetődött szervezet üregei (melyek folyadékkal vagy gázzal vannak feltöltve) ásványokban gazdag talajvízzel töltődnek meg, amelyből később az ásványok kiválnak és kitöltik az üregeket. Ez a folyamat nagyon kis helyeken is megtörténhet, akár egy növényi sejt sejtfalában is, így nagyon részletes fosszíliákat eredményezhet. A megkövesedéshez az üledéknek be kell borítania a szervezetet, rövid idővel annak pusztulása ill. lemerülése után. A fosszília részletessége az üledékbe történő alámerülés mértékétől függ. Egyesek csak csont- és fogmaradványokat tartalmaznak; némelyek azonban a bőr, a tollak vagy más lágy részek nyomait is. Ez a diagenezis egyik formája.

## Kőbelek és sűrített fosszíliák
A fosszíliák azon fajtáit, melyeknél a fosszilizálódás során a szerves anyagok ásványokra cserélődnek, pszeudomorfózáknak nevezik. Bizonyos esetekben a szervezet maradványai teljesen feloldódnak vagy megsemmisülnek, így mindössze csak egy, az élőlény alakjával megegyező lyuk marad a kőzetben, melyet héjas kőbélnek neveznek. Amennyiben a lyukat a későbbiekben másfajta ásvány tölti ki, akkor a leletet kőbélnek nevezik. A kitöltődés bizonyos esetekben annyira aprólékos, hogy a kitöltőanyag és a kőzet között nem maradnak lyukak, így a mikroszerkezeti jellegzetességek is jól láthatók (lásd ammoniteszek).
A sűrített fosszíliáknál az élőlény (például egy páfrány) szöveteit alkotó molekulák mérete kémiai redukció eredményeként lecsökken. Az ilyen fosszíliák tartalmazzák az eredeti szerves anyagot, de geokémiailag megváltoztatott állapotban.
Tehát a fosszilizálódás többféleképpen is végbemehet a szövetek fajtájától és a körülményektől függően.

## Nyomfosszíliák

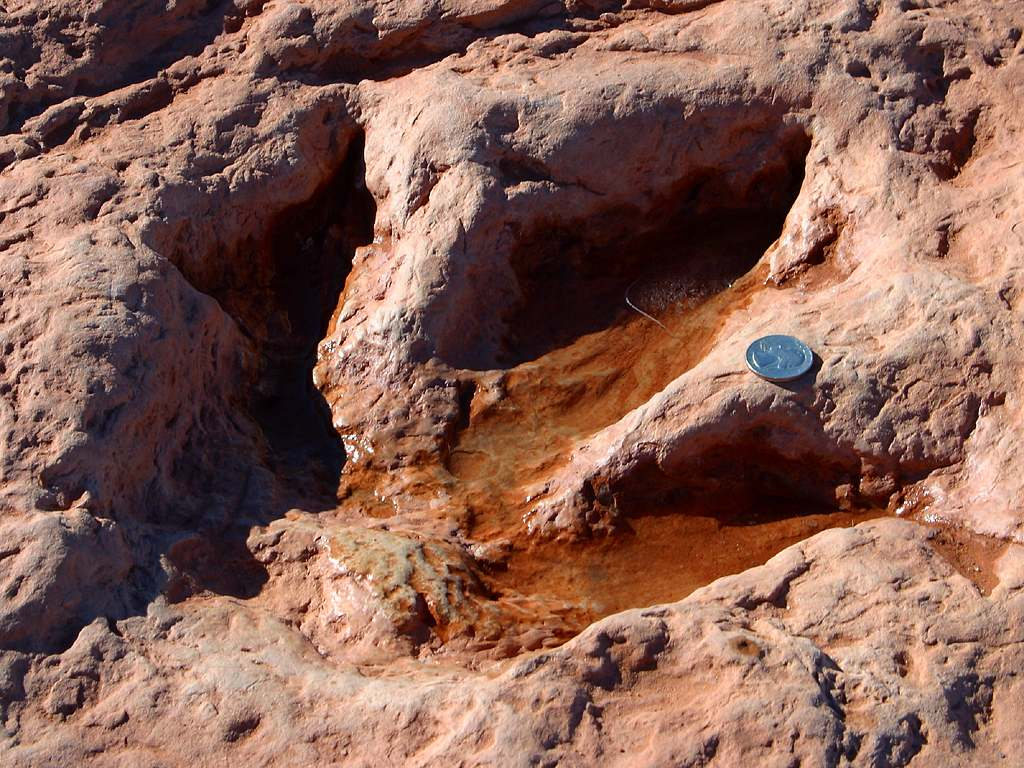
Egy ismeretlen dinoszaurusz (feltehetőleg egy Tyrannosaurus rex) lábnyoma

A nyomfosszíliák a csapák, a bemélyedések, a lábnyomok, a tojások és a tojáshéjak, a fészkek, az ürülékek és egyéb lenyomatok maradványai. A fosszilizálódott ürülék, amelyet koprolitnak is neveznek, nagy fontossággal bír, mert betekintést ad az állatok étkezési szokásaiba.

## Mikrofosszíliák
A mikrofosszília kifejezés olyan fosszilizálódott állatokra és növényekre utal, amelyek kis méreteik miatt észrevehetetlenek az emberi szem számára (általában az 1 milliméternél nagyobb tárgyakat már makrofosszíliáknak tekintik). A mikrofosszíliák tartalmazhatják a teljes (vagy majdnem teljes) szervezetet (például a likacsosházú és a kokkolitofóra tengeri planktonok esetében), de lehetnek csupán részei (például a fogai vagy a spórái) is egy nagyobb állatnak vagy növénynek. Rendkívül nagy szerepük van paleoklímával kapcsolatos kutatásokban és hasznosak a kőzetek biosztratigráfiai vizsgálatánál is.

## Gyantafosszíliák

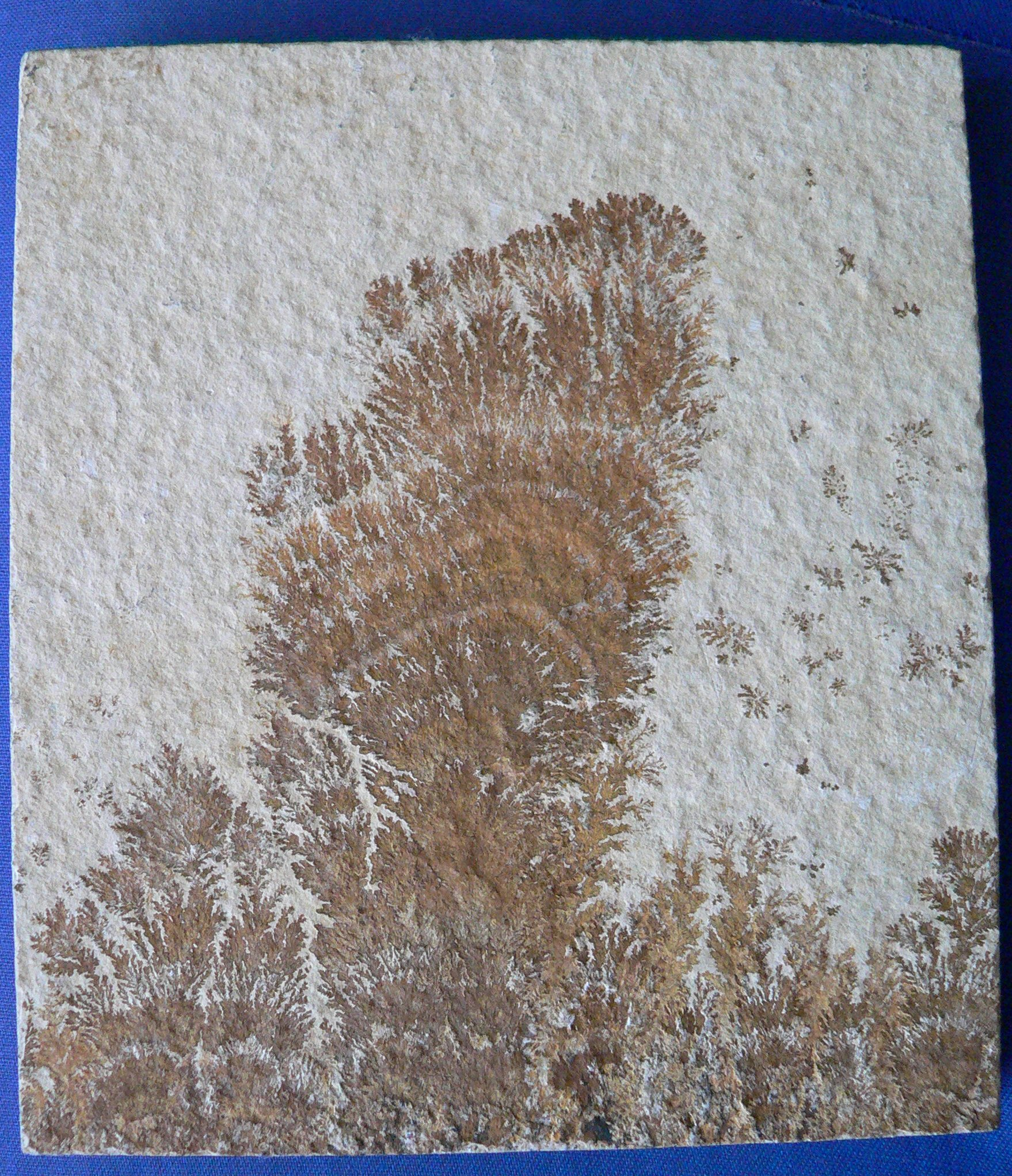
Egy pszeudofosszília, amely leginkább egy növényre emlékeztet

A gyantafosszília (hétköznapi nevén: borostyánkő) egy természetes polimer, amely sokféle rétegben előfordul, a világ minden táján (beleértve a sarkvidéket is). A legrégebbi leletek a triász korból származnak, a legtöbbjük pedig a harmadidőszakból való. Bizonyos növényeknél a gyanta kiválása az evolúciós alkalmazkodás eredménye és a rovarok vagy a külső sérülések elleni védekezés céljára szolgál. A gyantafosszília gyakran tartalmaz úgynevezett zárványokat, amelyek az egykor folyékony gyantába ragadtak bele. A zárványok lehetnek baktériumok, gombák, más növények és állatok. Az állatok rendszerint kisebb gerinctelenek, főként ízeltlábúak (például pókok vagy egyéb rovarok), de nagyon ritkán lehetnek apróbb gerincesek, például gyíkok is. Az ilyen fosszíliák előkerülhetnek homokkőből vagy iszapkőből, de akár egy tengerparton (például a Balti-tengernél) is megtalálhatók. A zárvány tökéletesen megőrződik, tartalmazhat akár DNS-maradványokat is.

## Pszeudofosszíliák
A pszeudofosszíliák olyan kőzetekben fellelhető mintázatok, amelyeket többnyire inkább természetes geológiai, mintsem biológiai folyamat hoz létre. Könnyen összetéveszthetők a valódi fosszíliákkal. Némely pszeudofosszíliák, például a dendritek, természetes módon jönnek létre a kőzetekbe beszivárgó ásványok révén. Más pszeudofosszíliák, mint például a nefrit és az achát mohára vagy páfránylevélre emlékeztetnek. A kivált kerek vagy ovális zárványokat, melyek az üledékes kőzetekben találhatók, gyakran tévesztik össze a megkövült dinoszaurusztojásokkal.

## Élő kövületek

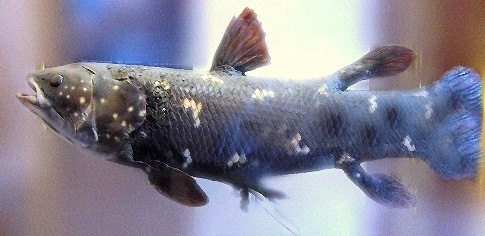
Egy élő kövület, az 1938-as megtalálásáig kihaltnak vélt bojtosúszós maradványhal

Az élő kövület kifejezést arra a fajra használják, amely nagy mértékben hasonlít egy olyanra, amely korábban fosszíliákból vált ismertté (azaz a fosszília úgymond életre kelt). Ezekre a korábban csak fosszilizált példányokon keresztül ismert fajokra jó példa a bojtosúszós maradványhal és a páfrányfenyő, vagy az olyan egyedülálló fajok, amelyeknek nincsenek közeli rokonaik, mint például az atlanti tőrfarkú rák (Limulus polyphemus), amely a fosszilis rekord alapján egyetlen túlélője egy egykor nagy és elterjedt csoportnak.

## Nevezetes fosszíliák
A fosszíliák egy része az őslénykutatás tudományán kívül is ismertté válik. Ilyenek például az Afrikában megtalált Australopithecus afarensis lelet, Lucy, az Alpokban előkerült Ötzi vagy a hazánkban fellelt Rudi és Samu. Híres tihanyi fosszília a balatoni kecskekörömnek nevezett Congeria ungula caprae nevű kagyló hullámzó víz által lekoptatott maradványa.

### Magyar nyelven
- Kővé vált őslények: a fosszíliák
- Ősmaradványok
- Dr. Kutassy Endre: Ősmaradványok gyűjtése, konzerválása és preparálása
- Gheyselinck R.: A Nyughatatlan Föld, III. fejezet: Megkövesült élet
- Galácz András és Monostori Miklós: Ősállattani praktikum. Budapest, 1992.

### Angol nyelven
- The Virtual Fossil Museum throughout Time and Evolution
- Fossil collecting locations in Europe
- Images of Plant Fossils
- Paleozoic.org: Paleontology discussion group, gallery of fossil photography